# Willem van Dalen
Willem van Dalen (Westerbork, 28 juni 1949) is een Nederlands voormalig autocoureur die in zijn race-carrière vooral in de jaren 70 en 80 succesvol was.
Van Dalen werd geboren tussen Beilen en Hooghalen, op de Halerbrug. Dit was   vlakbij de plek van het voormalig TT-circuit dat nog via Hooghalen en Laaghalerveen naar Assen werd verreden.

## Rallycross
In 1969 krijgt Willem een Volkswagen Kever voor Autocross cadeau van zijn broer Roelof, coureur bij DASO (Drentse Auto Sport Organisatie). Bij de eerste race in 1972 valt Willem, achter het cafe restaurant Hofsteenge in Grolloo, gelijk in de prijzen, en daarmee is het hek van de dam.
Maar het begin van jaren 70 bracht niet veel goeds voor de gemotoriseerde sporten. De olie crises bood zich aan en autocross was erg moeilijk geworden. Daarentegen zag men op de tv wel autoraces, zoals bijvoorbeeld de AVRO rallycross met als groot idool Jan de Rooy. Toen Willem dat zag leek het hem leuker om daarbij te racen, maar het duurde echter tot 1976 dat Willem de overstap maakte naar Nationaal (AVRO) Rallycross.

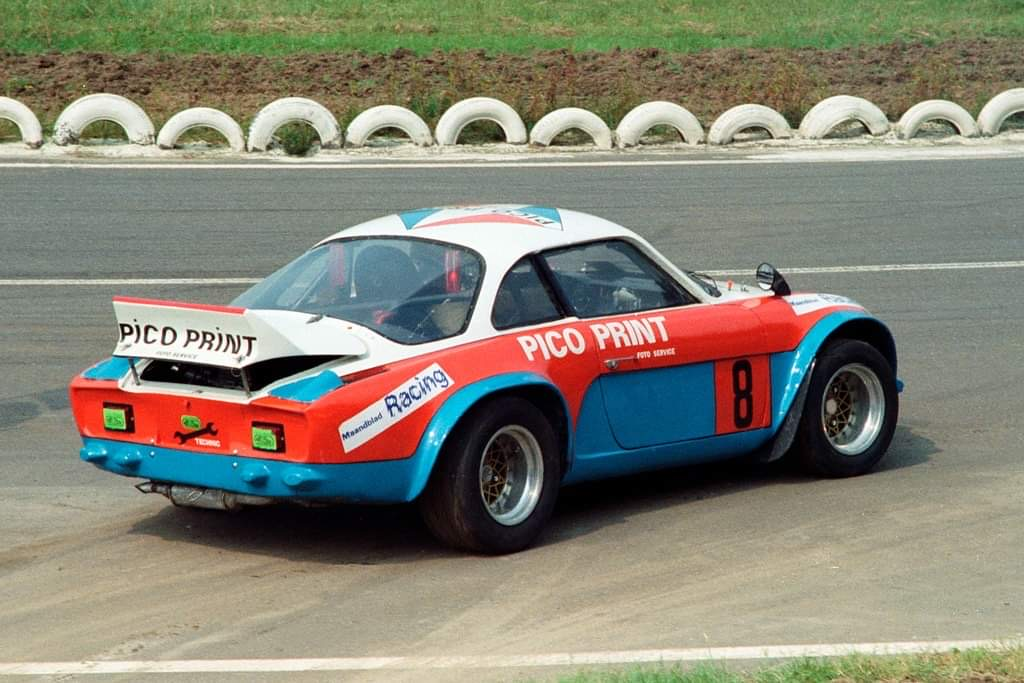
Deze foto is gemaakt voor Bert Visser in 1980. Op de foto staat de Alpine Renault A110 1600S waarmee Willem van Dalen in de Rallycross GT's / Ovalracing Superklasse reed.

Deze overstap naar professioneel autosport deed Willem geen windeieren leggen, en hij kreeg door op nationaal niveau in de top mee te draaien, in 1979 zijn internationale race licentie. Ook in hetzelfde jaar verruilde Willem zijn VW kever in voor een Alpine Renault A110-1600S waarmee hij de internationale strijd probeerde aan te gaan met Europa’s top rijders. Helaas bleek deze wagen net niet snel genoeg om met de echte top mee te kunnen. Door goede sponsoring die Willem had vergaard werd er gedacht over te stappen naar een Kremer Porsche-911 met een slordige 450 pk. Maar doordat de AVRO de stekker eruit trok, trok ook de goede sponsoring die Willem de afgelopen jaren had zich terug waardoor het Porsche verhaal kwam te vervallen en hij naar andere mogelijkheden zocht. Dit werd de Alpine A110 van Piet Kruythof uit Strijen (Internationaal Rallycross kampioen 1978 van Nederland in de GT divisie) met een 16klepper 1774cc. Gordini motor. Een fabrieksauto met een goede 200 pk en een totaal gewicht van 760 kg.
Deze wagen bleek de strijd aan te kunnen met de grote internationale rijders in de grote klasse: de GT’s, waar Willem in 1981 verschillende malen bij de top 4 eindigde en in datzelfde jaar de 7e plaats pakte in het FIA Europees Rallycross Kampioenschap voor GT rijders, en hier de 2e Nederlander werd achter Jos Fassbender uit Schijndel.
Willem van Dalen had in de jaren 1980 een Alpine A110 als rallycrosswagen, die in 2018 geveild werd voor 130.000 euro.